# Ungerska arbetarpartiet
Ungerska arbetarpartiet (Magyar Dolgozók Pártja, MDP) var ett kommunistiskt parti i Ungern. Partiet bildades genom sammanslagning av Ungerns kommunistiska parti (Magyar Kommunista Párt, MKP) och Ungerns socialdemokratiska parti (Magyarországi Szociáldemokrata Párt, MSZDP) 1948. 
Generalsekreterare för partiet var Mátyás Rákosi, som befunnit sig i Moskva fram till slutet på andra världskriget. Rákosi stöddes av Sovjetunionen, och under MDP-regeringen infördes en repressiv politisk ordning. Rákosi och hans parti deltog först i en demokratiskt tillsatt regering från 1946, men med intriger och utrensningar tog han över systematiskt i små steg (med så kallad "salamitaktik") all makt i landet. Det socialdemokratiska inslaget i partiet utrotades med dess förespråkare, och kvar blev en moskvatrogen stalinistideologi. Rákosi etablerade efter ett stalinistiskt mönster stark personkult och blodig terror mot den ungerska befolkningen, med hjälp av säkerhetspolisen ÁVO. Inte ens partimedlemmar kunde känna sig säkra och många blev fängslade.
Försök att reformera Arbetarpartiet efter Josef Stalins död 1953 av reformkommunisten Imre Nagy motarbetades av Rákosi. 1956 utbröt den så kallade Ungernrevolten mot det stalinistiska och prosovjetiska styret. Upproret slogs ner av sovjetiska trupper med ett stort antal döda. I samband med upproret omorganiserades MDP till Ungerns socialistiska arbetarparti (Magyar Szocialista Munkáspárt, MSzMP) under ledning av János Kádár, som ledde partiet fram till 1988 strax före kommunismens sammanbrott. 
Efter 1989 bytte partiet åter namn och heter sedan dess Ungerns socialistiska parti (Magyar Szocialista Párt, MSzP).